# Rhodri Molwynog

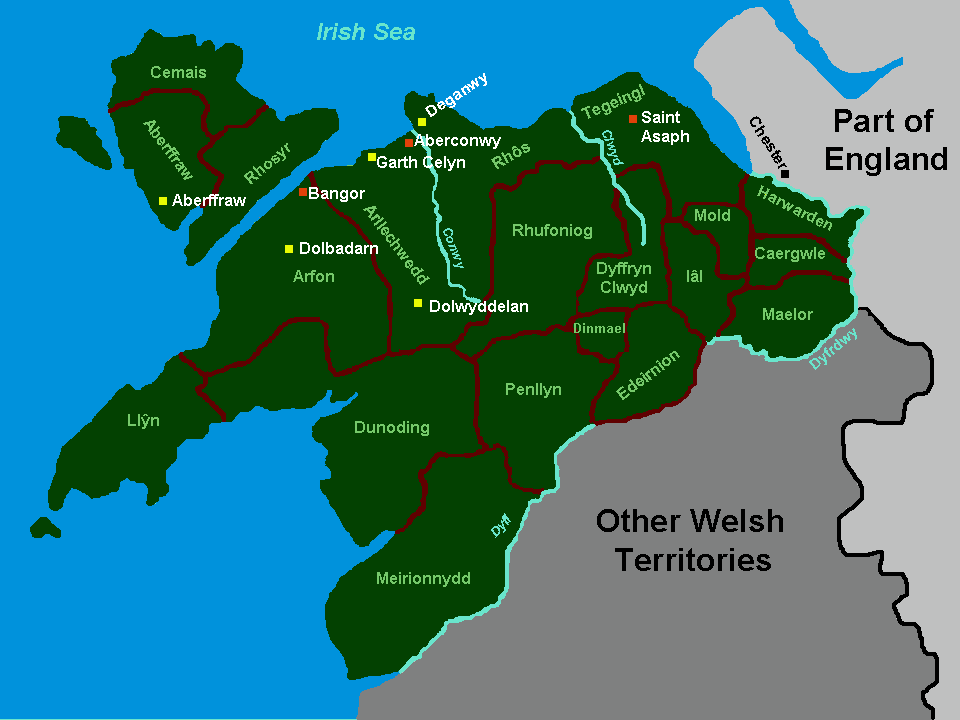
Mapa de Gwynedd mostrant el Cantref

Rhodri Molwynog ('Rhodri el calb i gris'; mort c. 754), també conegut com a Rhodri ap Idwal ('Rhodri fill d'Idwal') fou rei de Gwynedd al segle VIII. Està llistat com a rei dels britans pels Annales Cambriae.
Aquesta etapa de la història de Gwynedd és molt fosca i, per la manca de la informació fiable disponible, algunes històries serioses sobre el Gal·les medieval no esmenten Rhodri mentre que altres l'esmenten de passada, citant l'entrada no datada dels Annales que en registra la mort. La reconstrucció de Phillimore situa aquesta entrada l'any 754. Els Annales no esmenten la mort d'un rei anterior en un marc de temps raonable, així que la data de la seua coronació no és coneguda, ni el nom del seu predecessor.
Rhodri també apareix en genealogies com les del Jesus College MS 20 (en què es descriu com el fill d'Idwal Iwrch, fill de Cadwaladr Fendigiad), i les Genealogies de la col·lecció Harley (en què es descriu com el fill de Tutgual, fill de Cadwaladr). Queda, però, poc clar fins a quin punt les genealogies recollien el llinatge de Cunedda, independentment de si els seus membres havien governant, o recollien els governants sense tenir en compte si pertanyien o no la branca principal.
Els Annales esmenten una guerra a Cornualla al voltant del 722 sense donar els noms dels implicats. El Brut y Saeson diu que el 721 va haver-hi "una guerra llarga entre Rhodri Molwynawg i els saxons a Cornualla". El Brut Aberpergwm també registra aquest fet, però, tot i que fou acceptat pels editors del Myvyrian Archaiology, Thomas Stephens ha demostrat que és una més de les moltes falsificacions de Iolo Morganwg.
El Rotri esmentat en els Annales a vegades ha estat erròniament identificat com a governant del Regne de Strathclyde (modern Dumbarton Rock), el regne brità posteriorment conegut com a Strathclyde.